# Rohlíček (Ledec)
Rybníček Rohlíček o rozloze vodní plochy 0,20 ha se nalézá se nalézá asi 200 metrů jihozápadně od centra osady Ledec v okrese Pardubice. Rybník je využíván pro chov ryb a zároveň představuje lokální biocentrum pro rozmnožování obojživelníků. Rybník je součástí rybniční soustavy skládající se dále z rybníků Ledecký, Stružník, Kamenný rybník, Zabloudil.